# Verzy
Verzy é uma comuna francesa na região administrativa do Grande Leste, no departamento de Marne. Estende-se por uma área de 13.37 km², e possui 969 habitantes, segundo o censo de 2018, com uma densidade de 72 hab/km².